# Charles Stewart Parnell

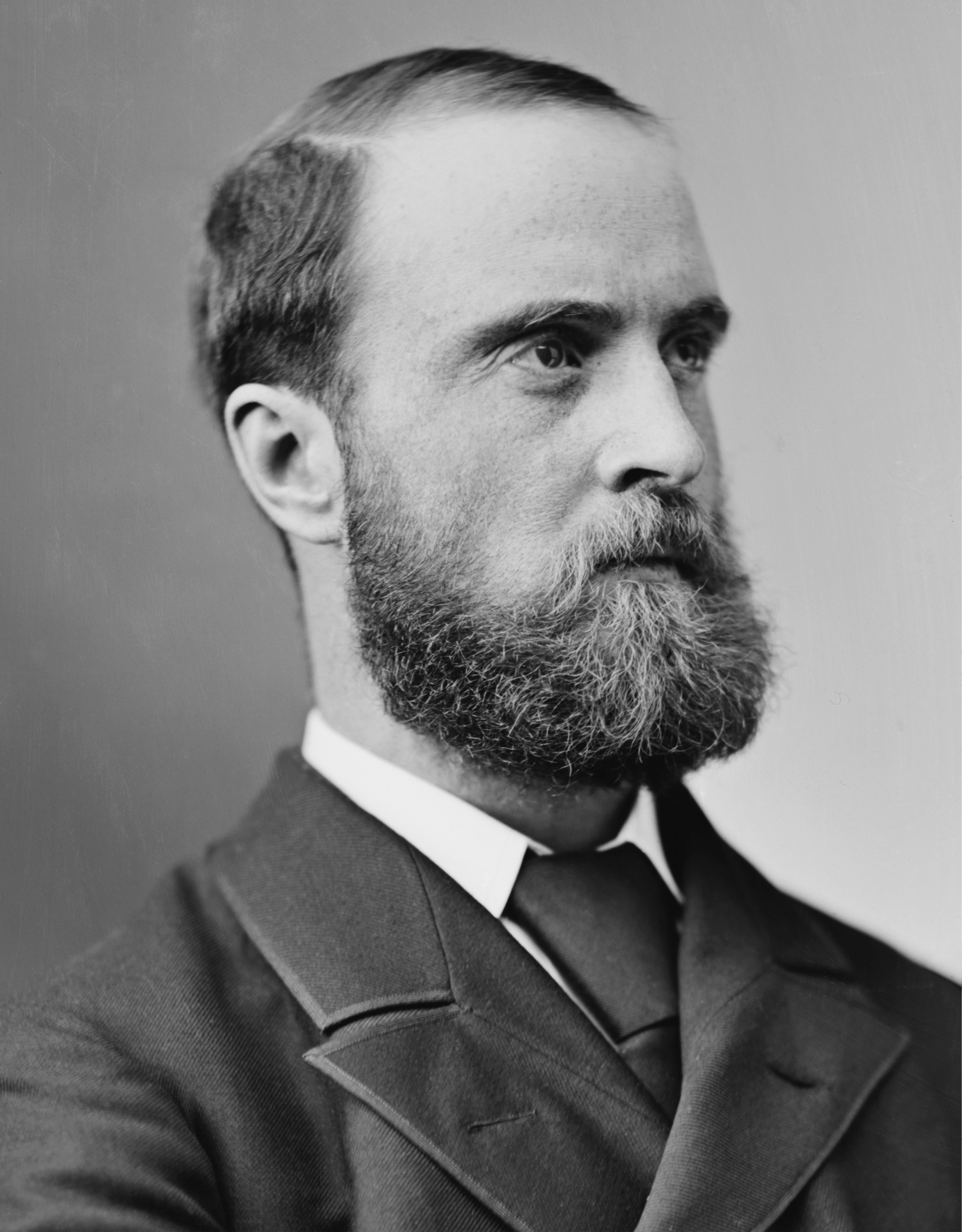
Charles Stewart Parnell, zwischen 1870 und 1880

Charles Stewart Parnell (* 27. Juni 1846 in Avondale, County Wicklow; † 6. Oktober 1891 in Brighton) war ein irischer Politiker, der von 1875 bis 1891 Mitglied des britischen Unterhauses war und als Führer der Home Rule League für die Selbstregierung Irlands eintrat. Er gilt als eine der wichtigsten irischen Persönlichkeiten des 19. Jahrhunderts.

## Leben

### Herkunft und Familie
Charles Stewart Parnell war der dritte Sohn und das siebente Kind von John Henry Parnell und seiner amerikanischen Frau Delia Stewart. Der Vater war ein wohlhabender anglo-irischer Grundbesitzer und Cousin eines der führenden irischen Aristokraten, Lord Powerscourt (siehe Powerscourt Gardens). Delia Parnell war die Tochter des amerikanischen Seehelden Kommodore Charles Stewart, der wiederum der Stiefsohn eines Leibwächters von George Washington gewesen war. Parnell entstammte über seine Urgroßmutter, Kommodore Stewarts Mutter, dem hochadligen Haus Tudor und war daher entfernt mit der britischen Königsfamilie verwandt. Aufgrund seiner adligen Abstammung und Verwandtschaft verfügte Parnell von früh über beste Beziehungen zu den einflussreichsten Kreisen der Gesellschaft.
Meist wird der Familienname Par-nell ausgesprochen – mit der Betonung auf der zweiten Silbe. Parnell selbst betonte dagegen die erste Silbe und sprach seinen Namen Par-nell aus. Diese Betonung verwandte auch William Butler Yeats in den Gedichtzeilen And Parnell loved his country / And Parnell loved his lass.

### Politische Tätigkeit

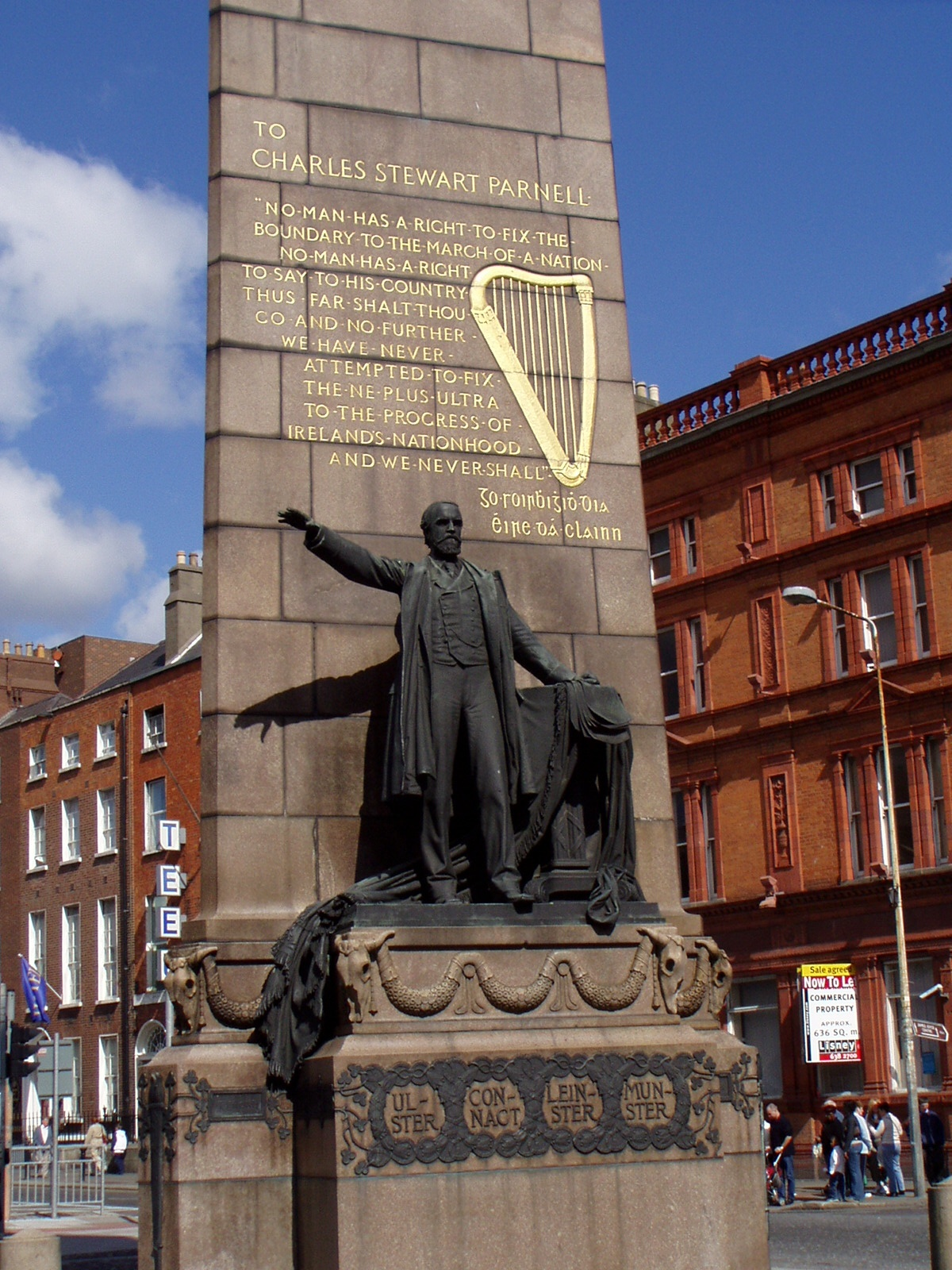
Statue von Parnell in der O’Connell Street in Dublin

Nach seinem Studium am Magdalene College in Cambridge wurde Parnell 1874 Vogt seiner heimatlichen Grafschaft Wicklow und im Jahr darauf als Vertreter der Grafschaft Meath erstmals ins Unterhaus gewählt. Dort trat er während seiner gesamten Laufbahn entschieden für die Selbstregierung Irlands, die sogenannte Home Rule, ein.
Während Isaac Butt, der bis dahin dominierende Vertreter irischer Interessen im britischen Unterhaus, eher gemäßigte Positionen vertrat und zur Durchsetzung der Home Rule den Konsens mit den etablierten Parteien suchte, vertrat Parnell eine deutlich härtere Linie. Zwar kein guter Redner, erwies er sich als hervorragender Organisator. Nachdem Isaac Butt 1879 verstorben war, ersetzte er 1880 William Shaw als Vorsitzender der irischen Nationalist Party. Er wandelte sie 1882 in die Irish Parliamentary Party um, gab ihr eine moderne Struktur und eine klare Führung. Mögliche Wahlkreiskandidaten wurden nach strengen Regeln ausgewählt, so dass die Parlamentsfraktion, ehemals berüchtigt für ihre Uneinigkeit, nun geschlossen im Sinne der Parteiführung abstimmte. 
Als vereinter irischer Block konnte Parnells Fraktion im Unterhaus zeitweilig das Zünglein an der Waage zwischen Whigs und Tories spielen. Sie opponierte gegen die liberalen und konservativen Regierungen der 1880er Jahre und zwang die gegnerischen Parteien, die irische Frage im Unterhaus zu debattieren. Indem die Abgeordneten der Irish Parliamentary Party Filibusterreden hielten und zu jedem beliebigen Gesetz zahllose Änderungsanträge einbrachten, legten sie zeitweilig die Parlamentsarbeit völlig lahm. Mitte der 1880er Jahre stimmte der liberale Parteiführer William Ewart Gladstone schließlich zu, dass die Whigs die Home-Rule-Bestrebungen Parnells unterstützen würden. 1886 brachte Parnells Fraktion das erste Home-Rule-Gesetz ins Parlament ein. Der Vorschlag scheiterte allerdings bereits im Unterhaus und spaltete die Liberalen in Home-Rule-Befürworter und -Gegner.
Neben der zentralen Forderung der Home Rule kämpfte die Irish Parliamentary Party auch für eine Landreform in Irland, wo der Boden damals in den Händen englischer Großgrundbesitzer war. Bei diesem Vorhaben arbeiteten einige Mitglieder der Partei eng mit der Organisation Irish Land League zusammen, die Parnell zusammen mit Michael Davitt gegründet hatte. Diese Verbindung brachte verschiedene Mitglieder, unter ihnen John Dillon, Timothy Michael Healy, William O’Brien und Parnell selbst, für einige Zeit ins Gefängnis. Letztlich führte ihre Politik aber zu einer Reihe von Gesetzen, infolge derer sich die Besitzverhältnisse in Irland über drei Jahrzehnte hinweg veränderten und große anglo-irische Anwesen in den Besitz irischer Pächter übergingen.
Im März 1887 wurde Parnell von der britischen Zeitung The Times aufgrund von veröffentlichten Briefen beschuldigt, an den sogenannten Phoenix-Park-Morden an Lord Frederick Cavendish sowie Thomas Henry Burke beteiligt zu sein. Er wurde jedoch von allen Beschuldigungen freigesprochen, als offenkundig wurde, dass der Journalist Richard Piggott diese Briefe gefälscht hatte. Sie wurden als die Piggott-Fälschungen bekannt.

### Eheaffäre, Karriereende und Tod
Parnells Höhenflug war nur von kurzer Dauer, als herauskam (obwohl es unter Politikern in Westminster weitestgehend bekannt war), dass Parnell seit langer Zeit der Geliebte und Vater einiger Kinder von Katharine O’Shea war. Sie war die Frau von Parnells Parteifreund, dem Parlamentarier Willie O’Shea. Parnell und Katharine heirateten kurz nach ihrer Scheidung von O’Shea.
Unter dem Druck des religiösen Flügels der liberalen Partei teilte der britische Premierminister William Ewart Gladstone widerwillig mit, dass er die Irish Parliamentary Party nicht weiter unterstützen könne, solange Parnell deren Führer bleibe.
Parnell weigerte sich zurückzutreten. Dies führte zu einer Spaltung innerhalb der Partei. Bei einer Parteiversammlung begegnete er Gladstones Äußerung mit der Frage „Wer ist der Führer der Partei?“ (Who is the master of the party?). Einer seiner Parteifreunde, Timothy Michael Healy, antwortete mit den legendären Worten „Wer ist die Mätresse der Partei?“ (Who is the mistress of the party?).

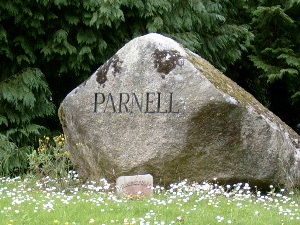
Parnells Grabstein auf dem Glasnevin Friedhof in Dublin

Parnell wurde als Führer schließlich abgesetzt und kämpfte lange und erbittert für seine Wiedereinsetzung. Er unternahm eine politische Tour durch Irland, um für neue Unterstützung zu werben. Am Tag seiner Heirat mit Katharine am 25. Juni 1891 in Steyning (West Sussex) verurteilten die katholischen Oberen schriftlich sein Verhalten; nur Edward O’Dwyer aus Limerick verweigerte seine Unterschrift. Bei seiner Reise durch Irland wurde ihm in Castlecomer (Grafschaft Kilkenny) von einer feindlich gesinnten Menschenmenge Branntkalk in die Augen geworfen. Daraufhin wurde er von einem Dr. Valentine Ryan aus Carlow behandelt, einem Befürworter der Home Rule.
Im September hielt er im strömenden Regen in Creggs (Grenzgebiet der Grafschaften Galway und Roscommon) eine öffentliche Versammlung ab und erkrankte am 27. September an einer Lungenentzündung. Er kehrte nach Dublin zurück und fuhr von dort am 30. September mit dem Postboot nach Brighton. Er starb an der Lungenentzündung kurz vor Mitternacht am 6. Oktober 1891 in seinem und Katharines gemeinsamen Haus in Brighton. Obwohl anglikanisch, wurde er auf Dublins größtem römisch-katholischen Friedhof in Glasnevin begraben. Trotz seines Ehebruchs war sein Ansehen insgesamt sehr groß – so wie die Inschrift auf seinem Grabstein in Großbuchstaben einfach lautet: „PARNELL“.
Sein Todestag wurde von seinen Anhängern alljährlich als „Ivy Day“ (Efeutag) begangen.

## Würdigungen
Parnell wird im heutigen Irland als Nationalheld angesehen und wurde zu Lebzeiten oft als „ungekrönter König Irlands“ bezeichnet – eine Bezeichnung, die ursprünglich auf Daniel O’Connell angewandt worden war. Auch politische Konkurrenten und Gegner zollten ihm Respekt. So hielt ihn der langjährige britische Premierminister William Ewart Gladstone für den bemerkenswertesten Menschen, den er in seinem Leben getroffen habe. Premierminister Herbert Henry Asquith beschrieb ihn als einen der drei oder vier größten Männer des 19. Jahrhunderts, während Richard Burdon Haldane, 1. Viscount Haldane, ihn als die stärkste Persönlichkeit ansah, die das britische Unterhaus in 150 Jahren gesehen habe. In Dublin ist der Parnell Square nach ihm benannt und an der O’Connell Street wurde ihm mit einer Statue ein Denkmal gesetzt.